# Giuseppe Locatelli (storico)
Giuseppe Locatelli (Almenno San Salvatore, 17 gennaio 1872 – Bergamo, 8 gennaio 1951) è stato uno storico, letterato e presbitero italiano.
Importante storico locale, fu uno dei principali esponenti della cultura bergamasca tra il XIX e il XX secolo.

## Biografia
Giuseppe Locatelli nacque ad Almenno San Salvatore il 17 gennaio 1872,  e fin da giovane intraprese la carriera ecclesiastica. Studiò teologia nel Seminarino di Bergamo e poi a Roma per otto anni nel Pontificio Seminario Romano Minore laureandosi nel 1898 in teologia e successivamente in diritto canonico. Fu nominato dal vescovo di Bergamo Gaetano Camillo Guindani insegnante di diritto canonico e storia nel seminario di Bergamo diventando professore anche di Giovanni Roncalli poi papa Giovanni XXIII.
Vinse il concorso presso la Biblioteca civica Angelo Mai venendo nominato vicebibliotecario il 14 maggio 1906 e successivamente bibliotecario effettivo il 1º luglio 1927 dopo la morte dello storico Angelo Mazzi. Con Ciro Caversazzi pose ordine alla biblioteca con il trasferimento dall'antica sede nel Palazzo della Ragione nella nuova collocazione sempre in piazza Vecchia nel Palazzo Nuovo. Il suo amore per la ricerca e lo studio lo portarono a essere uno dei personaggi più esperti anche a livello nazionale in paleografia, filologia, archeologia, araldica e in particolare il suo studio fu molto importante a livello locale con la pubblicazione di un centinaio tra articoli e ricerche. Sua fu la volontà di creare la Sala Tassiana con la possibilità di visita da parte del pubblico, sala che lo vide presente fino agli anni della sua vita alla ricerca di sempre nuovi testi. Fu nominato direttore della rivista di cui era diventato collaboratore e promotore: «Bollettino della civica Biblioteca di Bergamo» poi «Bergomun» che fu pubblicato negli anni tra il 1907 e il 1925.
Lasciò l'incarico di direttore della biblioteca venendo nominato presidente della Commissione di vigilanza della Biblioteca, ente che doveva controllare la sicurezza della biblioteca dopo che si erano verificati numerosi furti. Nel 1930 divenne socio dell'Associazione italiana biblioteche partecipando ai numerosi congressi a tutti i congressi. Fu invitato a partecipare al 2º congresso dei bibliotecari nonché direttori degli archivi sia privati che diocesani grazie al suo importante contributo alle raccolte tassiane poi esposte nella sala dedicata a Torquato Tasso. Il suo importante contributo con pubblicazioni di storia locale gli conferì il diritto a diventar socio dell'Ateneo di Bergamo fin al 1907 diventandone poi nel 1948 presidente. Venne eletto consigliere della Società storico Lombarda nonché ispettore bibliografico onorario e successivamente presidente della Commissione diocesana di Bergamo d'Arte Sacra, e presidente della sezione di Bergamo dell'istituto Deputazioni di storia patria.
Nel 1926 organizzò con Caversazzi il ricollocamento dei numerosi volumi che erano ospitati nella sala delle capriate del palazzo della Ragione e che dovevano essere posti nel nuovo sito della biblioteca civica. Fu creato un ponte di legno che collegava i due palazzi così che potessero essere trasferiti i numerosi volumi:
(Avv. Vajana L'Eco di Bergamo 8 febbraio 1951)
La sua importante biblioteca personale, composta di libri, stampe e raccolte musicali soggetta poi dal vincolo dalla Soprintendenza bibliografica è conservata nella Biblioteca Civica Angelo Mai. Si dimise da bibliotecario il 31 gennaio 1938 a seguito di un infortunio. La sua presenza e la sua conoscenza dei testi che erano conservati nell'archivio della biblioteca, furono di aiuto a molti storici studiosi che lo citarono nelle loro pubblicazioni, in particolare Bortolo Belotti che ritenne fondamentale il suo aiuto nella pubblicazione del suo studio sulla storia di Bergamo.
Gli ultimi anni della sua vita li dedicò alla ricerca dei resti mortali del bergamasco Bartolomeo Colleoni presenti nella cappella dedicata al condottiero.

## Opere
Alcune delle sue pubblicazioni che furono più di un centinaio:
- L'istruzione in Bergamo e la Misericordia Maggiore in «Bollettino della Civica Biblioteca di Bergamo» ottobre-dicembre 1910, pp. 57-169;
- La Casa della Misericordia in «Bergomum. Bollettino della Civica. Biblioteca», n. 2, 1931, pp. 124-148;
- Come venne in luce la Pulcella di Voltaire tradotta da Vincenzo Monti. Séguito d'una storia curiosa narrata dai documenti 1914;
- Il pittore Francesco Coghetti;
- Manoscritti di Giandomenico Romagnoli;
- I Serassi organari;
- Antichi canali e rogge di Bergamo;
- Il collegio Ceresoli a Roma;
- Dove sono le ossa di Bartolomeo Colleoni con la ricerca del sarcofago “Bergomun” 1950;
- Fonti per la bibliografia di Giovanni Simone Mayr 1950:
- Raccolta degli scritti del pittore Coghetti
- I più antichi documenti intorno alla chiesa e hospitale di Sant'Alberto da Villa d'Ogna 1917, bollettino della Biblioteca Civica;